# رورل هیل (تنسی)
رورل هیل(به انگلیسی: Rural Hill) شهری در ایالت تنسی کشور ایالات متحده آمریکا است که جمعیت آن در سرشماری سال ۲۰۱۰ میلادی، ۲٬۰۰۷ نفر بوده‌است.